# Кировский сельсовет (Минская область)
Кировский сельсовет — административная единица на территории Слуцкого района Минской области Беларуси.

## История
Центром Кировского сельсовета была д. Новодворцы; 8 июля 1980 года центр перенесён в д. Кирово.
Названия:
- Кировский сельский Совет депутатов
- с 7.10.1977 — Кировский сельский Совет народных депутатов
- с 15.3.1994 — Кировский сельский Совет депутатов[1].

Административная подчинённость:
- в Слуцком районе[1].

12 мая 2020 года была упразднена деревня Малая Падерь.

## Состав
Кировский сельсовет включает 12 населённых пунктов:
- Великое Журово — деревня.
- Ивановские Огородники — деревня.
- Ивань — деревня.
- Кирово — деревня.
- Клепчаны — деревня.
- Лесище — деревня.
- Маглыши — деревня.
- Новодворцы — деревня.
- Новый Двор — деревня.
- Огородники — деревня.
- Працевичи — деревня.
- Устрань — деревня.

Упразднённые населённые пункты:
- Малая Падерь — деревня.